# Gran Premio di superbike di Le Mans 1988
Il Gran Premio di superbike di Le Mans 1988 è stato disputato il 4 settembre sul circuito Bugatti e ha visto la vittoria di Fabrizio Pirovano in gara 1, mentre la gara 2 non è stata disputata a causa di un programma di gare della giornata troppo intenso. Ai piloti è stato assegnato punteggio doppio rispetto al solito.

## Risultati

### Gara 1

#### Arrivati al traguardo
| Pos. | Nº | Pilota                 | Motocicletta | Giri | Tempo     | Griglia | Punti |
| ---- | -- | ---------------------- | ------------ | ---- | --------- | ------- | ----- |
| 1º   | 3  | Fabrizio Pirovano      | Yamaha       | 24   | 49:01.770 | 14º     | 20    |
| 2º   | 17 | Éric Delcamp           | Kawasaki     | 24   | +0:01.040 | 7º      | 17    |
| 3º   | 8  | Stéphane Mertens       | Bimota       | 24   | +0:01.910 | 6º      | 15    |
| 4º   | 6  | Alex Vieira            | Honda        | 24   | +0:07.760 | 8º      | 13    |
| 5º   | 11 | Christophe Bouheben    | Honda        | 24   | +0:10.910 | 2º      | 11    |
| 6º   | 4  | Fred Merkel            | Honda        | 24   | +0:16.150 | 10º     | 10    |
| 7º   | 9  | Roger Burnett          | Honda        | 24   | +0:16.440 | 9º      | 9     |
| 8º   | 68 | Terry Rymer            | Honda        | 24   | +0:50.380 | 11º     | 8     |
| 9º   | 28 | Marino Fabbri          | Bimota       | 24   | +0:56.960 | 25º     | 7     |
| 10º  | 2  | Marco Lucchinelli      | Ducati       | 24   | +1:03.800 | 1º      | 6     |
| 11º  | 14 | Jari Suhonen           | Yamaha       | 24   | +1:06.920 | 27º     | 5     |
| 12º  | 1  | Davide Tardozzi        | Bimota       | 24   | +1:15.550 | 5º      | 4     |
| 13º  | 35 | Anders Andersson       | Suzuki       | 24   | +1:15.980 | 20º     | 3     |
| 14º  | 61 | Jean-Yves Mounier      | Yamaha       | 24   | +1:16.310 | 13º     | 2     |
| 15º  | 58 | Mark Linscott          | Honda        | 24   | +1:33.230 | 35º     | 1     |
| 16º  | 10 | Edwin Weibel           | Honda        | 24   | +1:50.090 | 15º     |       |
| 17º  | 51 | Jean-Louis Guignabodet | Honda        | 23   | +1 giro   | 21º     |       |
| 18º  | 39 | Robert Dunlop          | Honda        | 23   | +1 giro   | 18º     |       |
| 19º  | 40 | Andy McGladdery        | Honda        | 23   | +1 giro   | 28º     |       |
| 20º  | 53 | Erkki Siukola          | Suzuki       | 23   | +1 giro   | 32º     |       |
| 21º  | 70 | Mauro Ricci            | Honda        | 23   | +1 giro   | 26º     |       |
| 22º  | 67 | Dave Leach             | Yamaha       | 23   | +1 giro   | 36º     |       |
| 23º  | 43 | Peter Rubatto          | Bimota       | 23   | +1 giro   | 16º     |       |
| 24º  | 65 | Didier Hamdi           | Yamaha       | 23   | +1 giro   | 24º     |       |
| 25º  | 29 | Karl-Heinz Riegl       | Bimota       | 23   | +1 giro   | 33º     |       |
| 26º  | 64 | André Bouilloux        | Honda        | 23   | +1 giro   | 34º     |       |
| 27º  | 38 | Udo Mark               | Yamaha       | 22   | +2 giri   | 31º     |       |

#### Ritirati
| Nº | Pilota               | Motocicletta | Giri | Griglia |
| -- | -------------------- | ------------ | ---- | ------- |
| 36 | Pierre Etienne Samin | Kawasaki     | 23   | 3º      |
| 7  | Adrien Morillas      | Kawasaki     | 19   | 12º     |
| 37 | Anton Gruschka       | Honda        | 16   | 23º     |
| 21 | Virginio Ferrari     | Honda        | 11   | 19º     |
| 18 | Ernst Gschwender     | Suzuki       | 7    | 17º     |
| 60 | Jean-Louis Tranois   | Suzuki       | 5    | 30º     |
| 71 | Raymond Roche        | Ducati       | 3    | 4º      |